# Planinarsko sklonište Vlaka
Planinarsko sklonište Vlaka je planinarsko sklonište u Vlaki, 1 km sjeverno od Zatona. U vlasništvu je i o njoj skrbi HPK Sveti Mihovil iz Šibenika. Nalazi se na nadmorskoj visini od 86 mnv.
To je drvena brvnara premještena s Orlovače na Trtaru. Do Vlake se automobilom najlakše može stići iz centra Zatona.